# Houston County (Georgia)
Houston County is een county in de Amerikaanse staat Georgia.
De county heeft een landoppervlakte van 976 km² en telt 110.765 inwoners (volkstelling 2000). De hoofdplaats is Perry.

## Bevolkingsontwikkeling

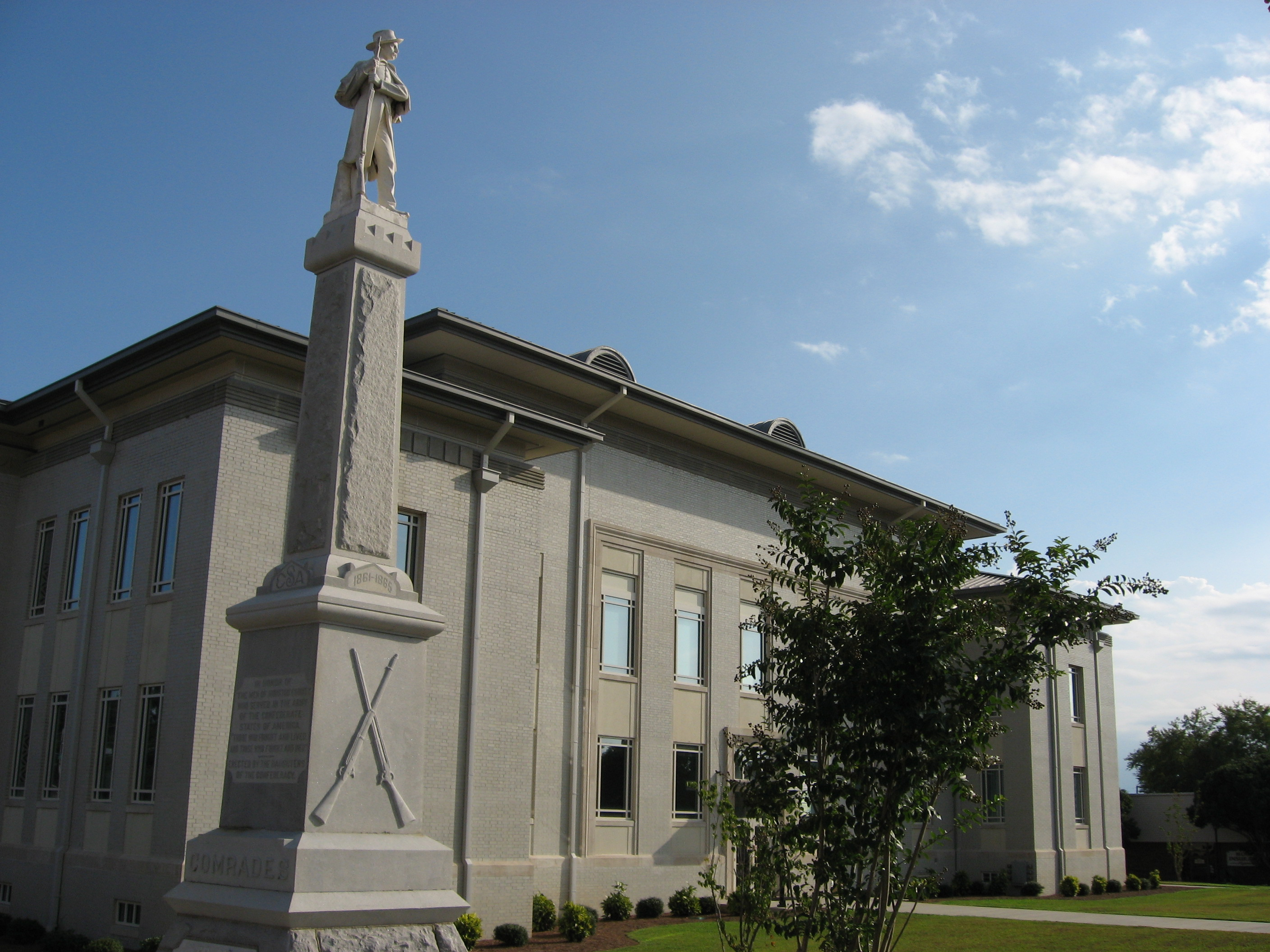
Houston County Courthouse